# Nghệ sĩ ưu tú
Nghệ sĩ ưu tú là danh hiệu do nhà nước trao tặng cho nghệ sĩ có nhiều đóng góp và cống hiến cho nghệ thuật. Danh hiệu này phổ biến ở Liên Xô, Đông Âu, hệ thống các nước xã hội chủ nghĩa trước kia và hiện nay vẫn còn được trao tặng tại Nga, Thổ Nhĩ Kỳ và Việt Nam. Danh hiệu này thấp hơn danh hiệu Nghệ sĩ Nhân dân.

## Nghệ sĩ ưu tú tại Việt Nam
Theo quy định tại Điều 64 Luật Thi đua, Khen thưởng 2003 thì điều kiện để trở thành Nghệ sĩ ưu tú tại Việt Nam là:
1. Trung thành với Tổ quốc Việt Nam xã hội chủ nghĩa; Chấp hành tốt đường lối, chủ trương của Đảng, chính sách và pháp luật của Nhà nước; Điều lệ, nội quy, quy chế của cơ quan, tổ chức, địa phương.
2. Có phẩm chất đạo đức tốt, gương mẫu trong cuộc sống, tận tụy với nghề; có tài năng nghệ thuật xuất sắc; có uy tín nghề nghiệp; có tinh thần phục vụ nhân dân, được đồng nghiệp và nhân dân mến mộ;
3. Có thời gian hoạt động nghệ thuật từ 15 năm trở lên, riêng đối với loại hình nghệ thuật Xiếc, Múa từ 10 năm trở lên; được tặng nhiều giải thưởng của các cuộc liên hoan, hội diễn nghệ thuật trong nước hoặc ngoài nước.
4. Có ít nhất 2 Giải Vàng quốc gia hoặc 1 Giải Vàng quốc gia và 2 Giải Bạc quốc gia

Tương tự như danh hiệu Nghệ sĩ ưu tú là các danh hiệu như Nhà giáo Ưu tú, Thầy thuốc ưu tú,...